# 라지 (영화)
라지(RAAZI)는 인도에서 제작된 메그나 굴자르 감독의 2018년 액션, 범죄, 스릴러 영화이다. 알리아 바트 등이 주연으로 출연하였다.

## 출연

### 주연
- 알리아 바트
- 비키 카우샬
- 자이딥 알라와트

### 조연
- 암루타 칸빌카르
- 아리프 자카리아